# Diadeembaardvogel
De diadeembaardvogel (Tricholaema diademata) is een vogel uit de familie Lybiidae (Afrikaanse baardvogels).

## Verspreiding en leefgebied
Deze soort komt voor in oostelijk Afrika en telt twee ondersoorten:
- T. d. diademata: van zuidelijk Soedan en Ethiopië tot zuidoostelijk Oeganda en centraal Kenia.
- T. d. massaica: van het zuidelijke deel van Centraal-Kenia tot zuidwestelijk Tanzania.